# Lena Katina
Lena Katina (in russo Лена Катина?), abbreviazione di Elena Sergeevna Katina (in russo Еле́на Серге́евна Ка́тина?; Mosca, 4 ottobre 1984) è una cantante, musicista e attrice russa, nota come componente del duo femminile t.A.T.u.
Nel 2009 ha avviato la carriera solista, pubblicando successivamente il suo primo singolo Never Forget, arrivato in cima alla classifica dance statunitense.

## Biografia
Figlia del musicista Sergej Katin e di Inessa Katina (divorziati da quando aveva tre anni), cresce assieme alla madre e al patrigno Oleg. Ha una sorella minore dal lato materno Katja, e un fratello minore dal lato paterno Ivan. Contemporaneamente alla scuola, frequenta a Mosca anche la Junior Music School, corso di pianoforte. Dopo il liceo, si iscrive alla facoltà di psicologia dell'Università statale di Mosca conseguendone la laurea. 
Nel 2009 si trasferisce a Los Angeles e rimane lì sino al 2014, quando si sposta nuovamente a Mosca.

## Carriera musicale

### Gli esordi
La sua carriera musicale si apre nel 1994 quando entra a far parte della children band Avenue. Successivamente, nel 1997, canta nel gruppo Neposedy, superando i casting con una canzone in spagnolo che colpisce la giuria. Nella band conosce Julia Volkova, già membro prima di lei, con la quale stringe amicizia. Lascia il coro due anni dopo.

### t.A.T.u.

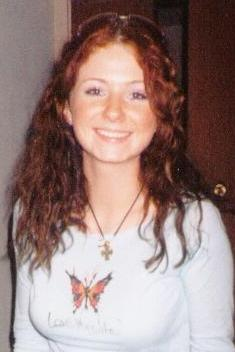
Lena Katina nel 2003

Nel 1999, a quattordici anni, entra a far parte delle t.A.T.u., un duo composto da Lena e Julia. Il duo in origine canta in russo e la sua fama è limitata ai Paesi dell'est europeo con il disco d'esordio 200 po vstrečnoj; tuttavia l'album del debutto internazionale, 200 km/h in the Wrong Lane, cantato in inglese, ottiene un successo inaspettato e le ragazze raggiungono le vette delle classifiche in molti Paesi del mondo. Il disco è basato su temi fondamentalmente sentimentali, già presentati nel loro primo estratto All the Things She Said, che parla di un amore difficile e tormentato, quello fra due ragazze. 
Nel 2005 le t.A.T.u. pubblicano il secondo disco Dangerous and Moving (Ljudi invalidy nella versione russa), dai riscontri più moderati, in cui si trattano argomenti diversi e da cui viene estratto il singolo di successo All About Us.
Nel 2008 esce il terzo album in russo Vesëlye ulybki, seguito dalla pubblicazione nel 2009 della sua versione internazionale, Waste Management; il progetto tuttavia viene scarsamente promosso a seguito dell'annuncio di una pausa del duo per volere delle cantanti. Lo scioglimento ufficiale avviene nel 2011, con l'inizio delle carriere soliste delle due componenti.
Dopo sporadiche riunioni, nel 2014 le due ragazze collaborano a sorpresa in un nuovo singolo, Ljubov' v každom mgnovenii; tuttavia, quella che sembra una reunion stabile termina solamente qualche giorno dopo la presentazione del nuovo brano a causa di alcuni conflitti tra le due artiste. Torneranno a riconsiderare aperte le porte per nuovi progetti nel 2022, quando si esibiscono per la prima volta insieme dopo molti anni di risentimento.

### La carriera solista

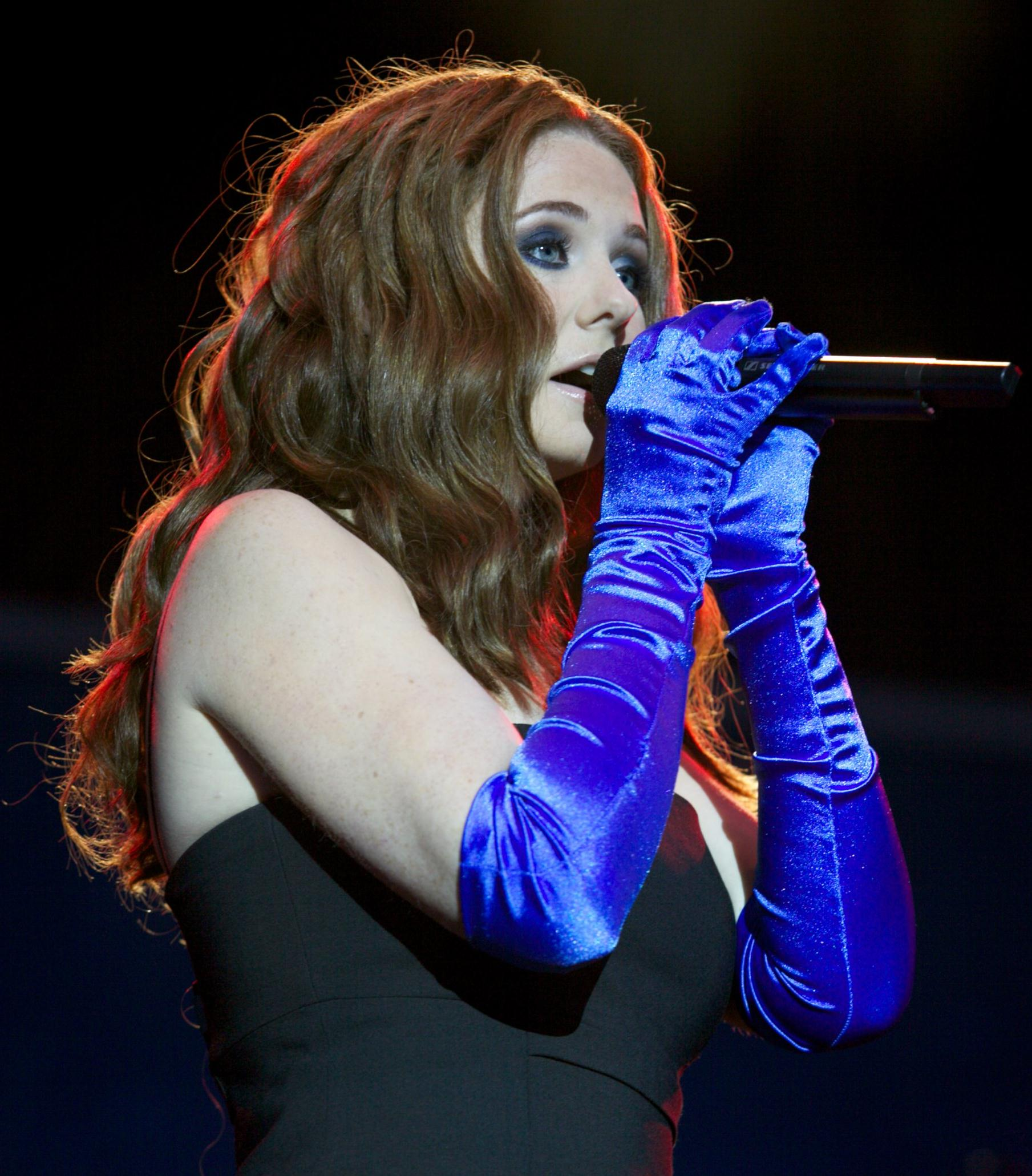
Lena Katina in concerto a Los Angeles nel giugno 2010

Durante il 2009, nel periodo di pausa delle t.A.T.u., Lena Katina annuncia il suo progetto da solista e inizia le registrazioni del suo repertorio musicale a Los Angeles, in collaborazione con gli stessi musicisti che avevano accompagnato il duo. La svolta arriva con un'esibizione al PrideFest 2010, il 12 giugno a Milwaukee, dove per la prima volta si esibisce come solista.
Sul suo sito ufficiale viene poi reso disponibile il download della sua nuova canzone Lost In This Dance. Parallelamente all'uscita del brano, registra la traccia Guardian Angel con la band post-hardcore Abandon All Ships, contenuta nell'album d'esordio del gruppo Geeving.
Il primo singolo della cantante, Never Forget, è una dedica a Julia Volkova, sua ex-partner artistica. Il videoclip viene pubblicato nell'agosto 2011, e al suo interno Lena vaga come un fantasma prima nell'obitorio fra le due t.A.T.u. morte (lei compresa), poi al loro funerale e infine nel cimitero davanti alle loro lapidi; il messaggio è chiaramente una fine definitiva per il duo e una "rinascita" artistica solista.
Successivamente collabora con la band messicana Belanova nel brano Tic-Toc, incluso nel quinto album del gruppo Sueño electro II e per il quale viene anche girato un video, che esce quell'autunno. Insieme al gruppo si esibisce dal vivo nell'edizione 2011 dei Lunas del Auditorio in Messico.
Dopo i disastri sismici avvenuti in Giappone nel 2011, sul finire dell'anno la cantante pubblica il brano Keep on Breathing, i cui ricavi saranno donati alla fondazione giapponese Ashinaga, un'associazione no-profit che fornisce sostegno finanziario e assistenza emotiva ai bambini orfani.
Torna sulle scene con il remix del singolo Never Forget, pubblicato il 12 marzo 2012 in collaborazione con Dave Audé, che si piazza in vetta alla Dance Club Songs stilata da Billboard. Nel mese di maggio viene pubblicato il video del brano Melody, inciso con il musicista tedesco Clark Owen, e a settembre esce il singolo Shot in collaborazione con il rapper russo T-killah, brano pubblicato anche nella versione russa Ja budu rjadom (i videoclip di entrambe le versioni saranno pubblicati l'anno successivo).
Il 24 ottobre è la volta di Paradise, brano prodotto da Sergio Galoyan e scritto dal fidanzato di Katina, Sash Kuzma.

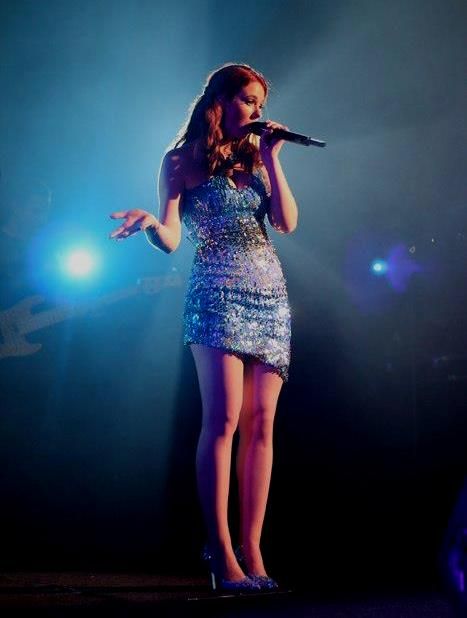
Lena Katina in concerto a San Pietroburgo nel 2012

Il 24 settembre 2013 viene pubblicato in digitale il singolo Lift Me Up (insieme alla versione in spagnolo Levántame), brano che vede autrice la statunitense Jasmin Ash; lo stesso giorno il videoclip viene diffuso in anteprima mondiale sull'emittente televisiva musicale Music Box Italia e la settimana seguente viene caricata su YouTube. 
Il 5 ottobre l'artista tiene un concerto a Colonia, del quale viene pubblicato l'album dal vivo European Fan Weekend 2013 Live nel marzo 2014.
Il 7 ottobre 2014 Lena Katina pubblica il singolo Who I Am  come anticipazione del suo ormai annunciato primo album da solista dal titolo This Is Who I Am, uscito il 18 novembre. L'album viene presentato in anteprima il 14 novembre in un concerto all'Auditorium Parco della Musica di Roma, durante il quale Lena si esibisce in un inedito duetto con la cantante italiana Noemi Smorra eseguendo per la prima volta il brano Golden Leaves, inserito come bonus track nell'edizione italiana del suo album. Sempre in Italia gira i video musicali di Golden Leaves e An Invitation, prossimi singoli dell'album, usciti rispettivamente il 12 gennaio e il 12 marzo 2015.
Dopo una pausa di un anno dovuta alla maternità, l'artista annuncia la pubblicazione della versione in spagnolo dell'album This Is Who I Am, dal titolo Esta soy yo, per il 1º luglio 2016. Lo stesso giorno, in concomitanza con la pubblicazione del disco, Katina si esibisce al Gay Pride Festival di Madrid. Unico singolo estratto dall'album è Levántame, versione spagnola del singolo del 2013 Lift Me Up.
Successivamente ad alcune collaborazioni nel 2017, la cantante pubblica il singolo Posle nas, una ballata nostalgica dedicata al duo t.A.T.u. di cui faceva parte, uscita nel marzo 2018. Durante lo stesso anno escono altri tre singoli in russo: Kosy, McDonald's (un pezzo che ha tratto ispirazione dal film Candy) e Kuriš'. Nella prima metà dell'anno seguente è il turno di altri due singoli in russo: Startrek e Mono. Quest'ultimo brano dà anche il titolo al secondo album della cantante, l'omonimo Mono, pubblicato il 26 luglio 2019. Nel nuovo lavoro, completamente in lingua russa, sono inclusi tutti i singoli usciti a partire dal 2018, oltre a due brani inediti. 
Nella primavera del 2020 esce sulle piattaforme digitali l'EP Akustika, una mini opera di quattro brani eseguiti in versione acustica. Dopo la pubblicazione di altri inediti nella lingua d'origine della cantante, il 10 settembre 2020 viene pubblicato il video del nuovo singolo Cry Baby, cantato in due lingue, mentre il 20 novembre successivo esce Nevermind, brano scritto da Martin Kierszenbaum e versione inglese della canzone Nikogda, uscita l'anno precedente. 
Nel 2021 pubblica due nuovi brani: Iz temnoty (in russo), pubblicato nel mese di giugno, e Stay the Same (in inglese), uscito alla vigilia di Natale.
Il 3 dicembre 2022 presenta il nuovo singolo Taksi, che esce per il download digitale il 27 gennaio 2023. Il brano è il primo estratto da Maneken, un EP di cinque tracce che viene pubblicato il 28 aprile 2023. Nella stessa data esce anche il video del secondo singolo promozionale Bella ciao.
Torna sulle scene musicali a distanza di oltre un anno e mezzo, dopo una pausa per la sua seconda gravidanza, pubblicando il singolo Majak, disponibile dal 6 dicembre 2024. Sul finire dello stesso mese esce inoltre il videoclip del brano Šagat' v nikuda, terzo estratto dall'EP Maneken.

## Altre attività

### Cinema e TV

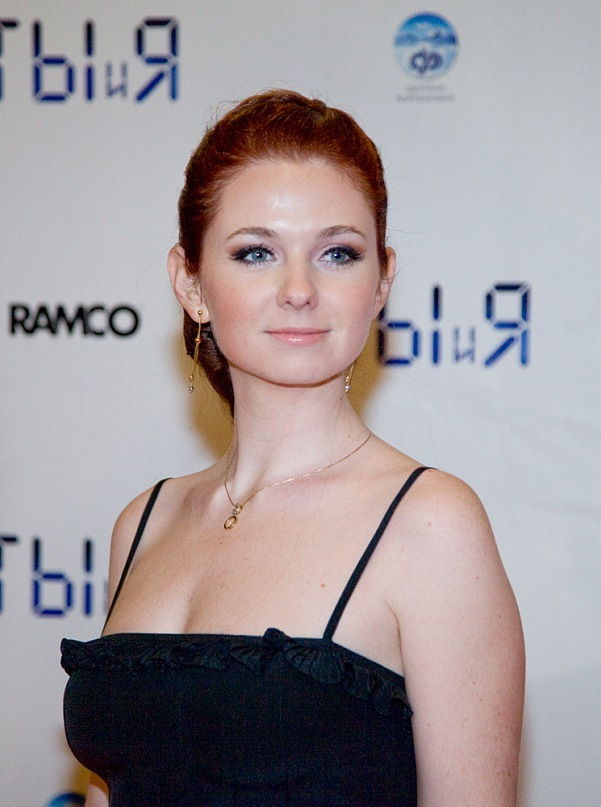
Lena Katina alla prima del film You and I

Nel 2007 esordisce nel mondo del cinema al fianco di Julia Volkova e Mischa Barton nel film You and I, la storia di due ragazze che si incontrano e si innamorarano ad un concerto delle t.A.T.u. a Mosca. Il film è basato sul romanzo t.A.T.u. Come Back, che è stato a sua volta basato su eventi realmente accaduti. Tornerà a recitare nel 2014 nel corto Together Apart, presentato al Festival di Cannes 2014.
Nel febbraio 2014 veste per la prima volta i panni di doppiatrice, prestando la propria voce ad una delle protagoniste - la fata Zarina - dell'edizione russa del film d'animazione Disney Trilli e la nave pirata (in Russia Феи: Загадка пиратского острова).
Nel 2020 ricopre il ruolo di giudice nella versione russa del talent show All Together Now!, in onda sul canale Rossija 1. Lo stesso anno partecipa come concorrente misterioso all'edizione russa del programma The Masked Singer sotto il costume di ragno.
Nel 2021 è tra i concorrenti del reality show Zvëzdy v Afrike, un format russo simile a quello di Celebrity Survivor ambientato in Africa.
Due anni dopo partecipa all'edizione 2023 del programma televisivo Tri akkorda, in onda su Pervyj kanal.
Nel 2024 prende parte alla terza stagione dello show musicale Avatar, programma ideato dai creatori russi di The Masked Singer e trasmesso su NTV.
Sempre nel 2024 partecipa alle riprese di So vsemi byvaet, un documentario sui disturbi mentali diretto da Aleksandr Makedonskij.

### Moda
Nel 2008, insieme alla partner artistica Volkova, è stata il volto della campagna autunnale-invernale in Russia dello stilista Marc Jacobs.
Nel 2013 ha posato senza veli per l'edizione di febbraio della rivista Maxim, dove era già apparsa (come t.A.T.u.) nel 2003 e nel 2008.

## Vita privata
Dal 2013 al 2019 è stata sposata con il musicista sloveno Sash Kuzma, con il quale ha celebrato doppie nozze a Mosca e a Lubiana. La coppia ha avuto un figlio, Aleksandr, nato il 22 maggio 2015.
Nel giugno 2022 è convolata a nozze con l'imprenditore Dmitrij Spiridonov, dalla cui unione è nato il secondo figlio, Dem'jan, l'11 luglio 2023.

## Discografia

### Album in studio
- 2014 – This Is Who I Am
- 2016 – Esta soy yo
- 2019 – Mono

### Album dal vivo
- 2014 – European Fan Weekend 2013 Live
- 2017 – Live in Rome 2014 (DVD)

### EP
- 2011 – RAWsession – 07.14.11
- 2020 – Akustika
- 2023 – Maneken

### Singoli

#### Come artista principale
- 2011 – Never Forget
- 2011 – Keep on Breathing
- 2013 – Lift Me Up
- 2013 – Levántame
- 2014 – Ljubov' v každom mgnovenii (con Julia Volkova, Ligalize feat. Mike Tompkins)
- 2014 – Who I Am
- 2014 – Ja - ėto ja
- 2015 – An Invitation
- 2017 – Silent Hills (feat. Jus Grata)
- 2018 – Posle nas
- 2018 – Kosy
- 2018 – McDonald's
- 2018 – Kuriš'
- 2019 – Startrek
- 2019 – Mono
- 2019 – Nikogda
- 2020 – Virus
- 2020 – Ubej menja nežno
- 2020 – Cry Baby
- 2020 – Nevermind
- 2021 – Iz temnoty
- 2021 – Stay the Same
- 2023 – Taksi
- 2023 – Bella ciao
- 2024 – Majak
- 2024 – Šagat' v nikuda
- 2025 – Begi ili ostan'sja

#### Come artista ospite
- 2011 – Tic-Toc (Belanova feat. Lena Katina)
- 2012 – Melody (Clark Owen feat. Lena Katina)
- 2012 – Paradise (Sergio Galoyan feat. Lena Katina)
- 2013 – Shot (T-killah feat. Lena Katina)
- 2013 – Ja budu rjadom (T-killah feat. Lena Katina)
- 2014 – Century (Re:boot feat. Lena Katina)
- 2015 – Golden Leaves (Noemi Smorra feat. Lena Katina)
- 2017 – Here I Go Again (Daddy Mercury feat. Lena Katina)
- 2024 – Nikogda (ShonZi feat. Lena Katina)

### Collaborazioni
- 2010 – October & April (The Rasmus feat. Lena Katina) [demo]
- 2010 – Guardian Angel (Abandon All Ships feat. Lena Katina)
- 2013 – It's Christmas Time (Orbit Monkey feat. Lena Katina)
- 2015 – Devočki-lunatiki (Vintage feat. Lena Katina)
- 2024 – Novyj god (Oksana Počepa feat. Lena Katina & NLO)

### Autrice per altri cantanti
- 2014 – Anna Tsuchiya – Lucifer

## Videografia

### Video musicali
- 2011 – Never Forget
- 2011 – Tic-Toc (con i Belanova)
- 2012 – Melody (con Clark Owen)
- 2013 – Ja budu rjadom (con T-killah)
- 2013 – Shot (con T-killah)
- 2013 – Lift Me Up
- 2014 – Ljubov' v každom mgnovenii (con Julia Volkova, Ligalize e Mike Tompkins)
- 2014 – Who I Am
- 2015 – Golden Leaves (con Noemi Smorra)
- 2015 – An Invitation
- 2016 – Levántame
- 2018 – Posle nas
- 2018 – Kosy
- 2018 – McDonald's
- 2020 – Cry Baby
- 2023 – Taksi
- 2023 – Bella ciao
- 2024 – Šagat' v nikuda

## Filmografia
Cinema
- You and I, regia di Roland Joffé (2011)
- Together Apart (Близко, но далеко), regia di Mark Nunneley – cortometraggio (2014)

Documentari
- So vsemi byvaet (Со всеми бывает), regia di Aleksandr Makedonskij (2024)

Doppiaggio
- Zarina in The Pirate Fairy – doppiaggio russo (2014)